# 2705 Wu
2705 Wu је астероид главног астероидног појаса са средњом удаљеношћу од Сунца која износи 2,189 астрономских јединица (АЈ).
Апсолутна магнитуда астероида је 13,6.